# 1660
| 1660               |
| ------------------ |
| Dødsfald - Fødsler |
| • Begivenheder     |

| Gregoriansk kalender | 1660 MDCLX              |
| Ab urbe condita      | 2413                    |
| Armensk kalender     | 1109 ԹՎ ՌՃԹ             |
| Kinesiske kalender   | 4356 – 4357 己亥 – 庚子 |
| Etiopisk kalender    | 1652 – 1653             |
| Jødisk kalender      | 5420 – 5421             |
| Hindukalendere       |                         |
| - Vikram Samvat      | 1715 – 1716             |
| - Shaka Samvat       | 1582 – 1583             |
| - Kali Yuga          | 4761 – 4762             |
| Iransk kalender      | 1038 – 1039             |
| Islamisk kalender    | 1070 – 1071             |

Konge i Danmark: Frederik 3. – 1648-1670 – Danmark i krig: Karl Gustav-krigene – 1657-1660 
Se også 1660 (tal)

## Begivenheder

### April
- 25. april - England beslutter at genskabe monarkiet og genindsætte Charles II

### Maj
- 3. maj - Freden i Oliwa afslutter Karl 10. Gustavs polske krig mellem Sverige på den ene side og på den anden side Den polsk-litauiske realunion, den tyske kejser samt Markgrevskabet Brandenburg
- 27. maj - Freden i København afslutter Anden Karl Gustav-krig
- 29. maj - Restaurationen i England: Karl 2. af England genindsættes som konge af England, Skotland og Irland

### Juni
- 1. juni - Mary Dyer hænges for at have brudt forbuddet mod kvækere i Massachusetts Bay-kolonien

### Oktober
- 18. oktober - Enevælden og arvekongedømme indføres af Frederik 3., der udnytter uenigheder mellem adelige og borgerlige i stænderforsamlingen

### Udateret
- Englænderen Samuel Pepys begynder at skrive sin berømte dagbog.

## Født
- januar – Pierre Helyot, fransk historiker.
- 28. marts – George 1. af Storbritannien.
- 16. april – Hans Sloane, engelsk museumsmand.
- 2. maj – Alessandro Scarlatti, italiensk komponist.
- september – Daniel Defoe, engelsk forfatter (Robinson Crusoe).
- 4. december – André Campra, fransk komponist.
- Andreas Schlueter, polsk billedhugger og arkitekt.

## Dødsfald
- 13. februar – Karl X Gustav af Sverige.
- 6. august – Diego Velázquez, spansk maler.
- 14. oktober – Thomas Harrison, engelsk soldat.
- Rigsadmiral Ove Gjedde